# Kastell Öhringen-Ost

Der Vordere Limes mit dem älteren, westlicher gelegenen Neckar-Odenwald-Limes

Das Kastell Öhringen-Ost, das auch unter den Namen Ostkastell und Rendelkastell bekannt ist, war ein römisches Militärlager des Prinzipats, dessen Besatzung, eine Kohorte, Sicherungs- und Überwachungsaufgaben am Vorderen Limes, einem Abschnitt des UNESCO-Weltkulturerbes „Obergermanisch-Raetischer Limes“ übernahm. Das seit dem 18. Jahrhundert bekannt gewordene Bodendenkmal befand sich im baden-württembergischen Hohenlohekreis auf dem Gebiet der Großen Kreisstadt Öhringen und wurde von der Stadt nach 1945 für den Bau einer Eigenheimsiedlung aufgegeben und dabei vollständig zerstört.

## Lage
Das Terrain, auf dem später die Römer gründeten, war zumindest teilweise bereits in prähistorischer Zeit besiedelt. Entsprechende, fundleere Gruben konnten 1957 an mehreren Stellen untersucht werden. Lediglich eine an der nördlichen Grabungskante des südlichen Kastelltores angetroffene Grube enthielt ein paar winzige Scherben, die sich unter Vorbehalt den Bandkeramikern zuweisen ließen.
Die Flur „Unterer Orendelstein“ beziehungsweise „Unterer Rendelstein“, auf der das Kohortenkastell erbaut wurde, ist nach einem bis heute erhaltenen römischen Säulenschaft oder Meilenstein benannt, auf dem im Mittelalter eine Kreuzigungsdarstellung eingemeißelt wurde. Die Fortifikation befand sich lediglich 230 Meter hinter dem Limes, zu dem sie mit ihrer Praetorialfront gerichtet war. Die über dem nördlichen Rand des Ohrntales entstandene Geländeterrasse, auf der die Kastellanlage gründete, wird im Untergrund von einem geröllführenden Horizont durchzogene und fällt von Norden nach Süden flach ab. Bei den Grabungen 1957 wurde festgestellt, dass die südliche Kastellumwehrung unmittelbar mit dem Rand dieser Terrasse abschließt. Das Terrain bricht anschließend mit einem stärkeren Gefälle zur Ohrn hin ab. Heute streift die Haller Straße, einer an der Altstadt vorbeiführenden Durchgangsstraße, unmittelbar an der ehemaligen Nordostecke des Kastells vorbei.
Das nur wenig größere zweite Kastell von Öhringen, das Westkastell, befand sich etwa 1,2 Kilometer entfernt auf einer ebenfalls über dem Nordrand der Ohrn gelegenen Geländeterrasse. Beide Kastelle wurden in ungefähr der gleichen Höhenlage errichtet. Das Westkastell auf rund 239 Metern über NHN, das Ostkastell auf rund 237 Metern über NHN. Ohne dass dies großen Einfluss auf die zunächst rein militärisch beurteilte Entstehung des Garnisonsortes gemacht hätte, waren das relativ milde Klima sowie die sehr fruchtbare Landschaft ideal für eine positive Entwicklung der Zivilsiedlung.

## Forschungsgeschichte

Nachzeichnung des bei Hanßelmann veröffentlichten Thermenplanes im Limeswerk – möglicherweise gehörten die später nicht mehr nachuntersuchten Baureste jedoch zum Wohnhaus des Kommandanten

Während der Feldbestellung fanden sich im Mai 1741 auf einem Acker der Kopf einer Frauenstatue, ein Inschriftenfragment, das aus zwei nicht zusammenpassenden Teilen bestand, sowie das Bruchstück eines profilierten Sandsteinblocks. Der gräflich-hohenlohischen Archivar und Hofrat Christian Ernst Hanßelmann (1699–1776), der seinen Wohnsitz in Öhringen hatte und in mehrjährigen Feldforschungen zur Ausdehnung Roms in dem von ihm behandelten hohenlohischen Raum arbeitete, gab den Fundort mit „600. Schritt vor dem Thore hiesiger Stadt, allernächst an dem sogenannten Rendelstein“ an. Nachdem Hanßelmann 1766/1767 das Westkastell von Öhringen entdeckt hatte, gelang es ihm im November 1768 unweit des Rendelsteins, die Entdeckung des Ostkastells, wobei er dort ein von ihm 1769 in Teilen ergrabenes hypokaustiertes Gebäude als Schweißbad ansprach und zwei Pläne der Grabung im Anhang seiner Fortsetzung des Beweißes, wie weit der Römer Macht, in denen mit verschiedenen teutschen Völkern geführten Kriegen, auch in die nunmehrige Ost-Fränkische, sonderlich Hohenlohische Lande eingedrungen, dargestellt aus denen in den Jahren 1768. 1769. und 1770. noch weiter entdeckten und bisher noch nicht bekannt gewesenen merkwürdigen römischen Monumenten und anderen Ueberbleibseln. veröffentlichte. Ein Stich zeigte das Bauwerk in Schrägansicht, ein weiterer den Grundriss. Um den Fundort seines Schweißbades am Rendelstein für kommende Generationen auffindbar zu machen, veröffentlichte er auf Bitten interessierter auswärtiger Bürger die Namen der verschiedenen Besitzer der Äcker, auf denen er gegraben hatte. Die Gelehrten waren sich einig, dass es auch in Zukunft bei Besitzerwechseln keine Schwierigkeiten geben dürfte, den Grabungsort ausfindig zu machen, da die in den Steuerrollen verzeichneten Wechsel ohne Schwierigkeiten nachvollzogen werden könnten.
Die ersten planmäßigen Untersuchungen am Kastell übernahm von 1892 bis 1894 der Klassische Philologe Ernst von Herzog (1834–1911) im Auftrag der Reichs-Limeskommission. Dabei ging es darum, zunächst die Ausmaße der Anlage zu erfassen. Nach einer langen Forschungspause war es erst eine Notgrabung, die weitere Untersuchungen zwingend erforderte. Im Vorgriff der von der Stadt Öhringen geplanten vollständigen Überbauung des bis dahin noch weitgehend freiliegenden Kastellareals musste der Provinzialrömische Archäologe Hans Schönberger (1916–2005) vom 9. September bis zum 26. Oktober 1957 unter extremen Zeitdruck aufgrund der anberaumten Baumaßnahmen die letzte mögliche Rettungsgrabung auf dem Kastellgelände durchführen. Die Untersuchungen fanden in Zusammenarbeit mit dem Staatlichen Amt für Denkmalpflege Stuttgart statt und wurden durch die Deutsche Forschungsgemeinschaft (DFG) finanziert. Örtlicher Grabungsassistent war Wolfram Kleiss (* 1930), der spätere langjährigen Direktor der Außenstelle Teheran des Deutschen Archäologischen Instituts (DAI). Eine auch nur ansatzweise von Schönberger gewünschte Erweiterung seiner für klare Feststellungen viel zu schmalen Suchschnitten innerhalb des Kastells, die ganz im Sinne des öffentlichen Interesses gewesen wären, blieb ihm aufgrund der von der Stadt unabbringbar festgelegten Fristen für eine private Eigenheimbebauung verwehrt. Auch eilig mit dem Bagger durch das Areal gezogene Längsschnitte konnten nicht mehr helfen. Schönberger konnte in der kurzen Zeit letztendlich nur die von Herzog begonnene Erforschung der Umwehrung mit wichtigen neuen Erkenntnissen fortsetzen. Daher ist die Innenbebauung und nähere Geschichte diese Kastells unbekannt geblieben und kann nur durch ähnliche Fundorte am Vorderen Limes erschlossen werden. Noch 2019 wurde unter der Überschrift „Vom römischen Erbe retten, was noch zu retten ist“ von dem stellvertretenden Redaktionsleiter der Hohenloher Zeitung, Peter Hohl, in Zusammenhang mit der voraussichtlich bis 2023 abgeschlossenen Überbauung von einigen der letzten freien Areale des Westkastells festgestellt, dass „der Ruf der Öhringer in Denkmalschützerkreisen … bekanntlich nicht der beste“ ist.

## Baugeschichte
Siehe auch: Datierungsansatz

Das Kastell nach den Grabungen der Reichs-Limeskommission – das Südtor und die Ecktürme waren noch unbekannt geblieben. Norden befindet sich links

Zu den wichtigsten Erkenntnissen der Grabungen von Schönberger gehörte 1957 der Nachweis des bis zu diesem Zeitpunkt unbekannten Südtores (Porta principalis dextra). Außerdem gelang es dem Archäologen, eine Vorgängerbauphase der Anlage nachzuweisen. Daneben konnte Schönberger die südöstliche Kastellecke erforschen und Schnitte durch Mauer und Graben zwischen Südtor und der genannten Kastellecke setzen. Die im Inneren 2,16 Hektar große bebaubare Fläche des rechteckigen Kastells besaß einen leicht verschobenen Grundriss mit einem äußeren Umfang von 155–157 × 141–144 Metern (= 2,20 Hektar). Die Anlage besitzt abgerundete Ecken (Spielkartenform) und vier Tore, die sich fast genau nach den Haupthimmelsrichtungen orientieren. Die Porta praetoria, das Haupttor des Kastells an der Ostseite, ist als einziges zweispurig ausgelegt und nach Osten, zum Limes hin orientiert.
Schönberger ging nach seinen Grabungen, die er sowohl im Ost- als auch im Westkastell von Öhringen durchführen konnte, davon aus, dass das Ostkastell aufgrund einer ganz klar fehlenden Holz-Erde-Bauperiode wohl das jüngere der beiden Lager war. In den anderen Ausbaustufen ließen sich jedoch deutliche Parallelen feststellen.

### Periode 1
Nach Schönberger wurde der Platz um 150 n. Chr. militärisch besetzt. Diese Datierung muss nach neueren Forschungen jedoch aufgegeben werden. Sollte das Rendelkastell jünger als das Westkastell gewesen sein, entstand es erst einige Zeit nach 160 n. Chr.
Während dieser ersten Bauphase besaß das Kastell ungewöhnlicherweise bereits eine steinerne Umfassungsmauer, die eine Breite von 0,70 bis 0,90 Metern aufwies. Diese war bereits durch von Herzog an mehreren Stellen der Nordfront nachgewiesen worden. Damals konnte ihre eigentliche Bedeutung und zeitliche Zuordnung jedoch noch nicht erkannt werden. Hinter dieser Mauer schütteten die Römer mit dem Aushubmaterial der vorgelagerten Gräben einen an seinem Fuß wohl 4,30 Meter breiten Wall auf, der an seinem oberen, schmäleren Ende als Wehrgang hinter der Mauer diente. Nachweislich waren die vier Tore dieser Zeit in Holzbauweise errichtet worden. Schönberger wies dazu an der Porta principalis dextra sechs mächtige Holzpfosten nach, die mindestens 1,80 Meter in den Boden eingetieft waren und in zwei Reihen die Tordurchfahrt flankierten. Zu dieser ersten Bauphase gehört auch ein an der Südseite untersuchter Doppelspitzgraben, dessen äußere Kante deutlich tiefer lag als die der Berme, was dem topographischen Gefälle geschuldet war. Im untersuchten Bereich vor dem Südtor setzte dieses Grabenwerk aus. Schönberger zog zum Vergleich seiner Torbefunde der 1. Periode die sehr ähnlichen Befunde aus dem in Schottland ergrabenen Kastell Fendoch heran. Die Öhringer Anlage der ersten Bauperiode deckte sich in ihrer Ausdehnung mit derjenigen der 2. Ausbauphase. Anzeichen einer gewaltsamen Zerstörung des ersten Kastells fanden sich nicht. Die den Doppelgräben entnommene Keramik konnte in das 2. Drittel des 2. Jahrhunderts und teilweise noch früher datiert werden. Einige langfristig produzierte Fragmente ließen sich auch noch gegen Ende des 2. Jahrhunderts einordnen.
Die Periode 1 des Rendelkastells entspricht in den bekannt gewordenen Details der Bauperiode 2 des Westkastells. Dort gab es zunächst ein Holz-Erde-Lager, das im Ostkastell nicht nachgewiesen wurde. Anschließend entstand ebenfalls eine in Stein ausgebauten Umfassungsmauer mit einer verhältnismäßig schmalen Breite von 0,70 bis 0,90 Metern. Außerdem besaß das Westkastell in dieser Phase ebenfalls einen Doppelspitzgraben.

### Periode 2

Das Kastell in der 2. Ausbauperiode nach den letzten möglichen Grabungen im Jahre 1957. Norden befindet sich oben

In einer zweiten Bauphase, die Schönberger 1962 in die achtziger oder neunziger Jahre des 2. Jahrhunderts verortete, entstand 1,50 Meter vor der bisherigen Steinmauer eine neue Umfassungsmauer aus „Heuchelsteinen“ – wie es Hanßelmann beschrieben hatte – mit einer Breite von 1,50 Metern. Die alte Mauer wurde offensichtlich mit dem fortschreitenden Bau der neuen Mauer schrittweise abgebrochen. Um die Neubaumauer zu errichten, musste sie auf der älteren Berme sowie im Grabenrand des älteren Doppelspitzgrabens fundamentiert werden. Damit wurde dieses Grabenwerk verfüllt und ein einfacher Spitzgraben, der vor dem untersuchten Südtor nicht mehr aussetzte, angelegt. Die Grabensohle stieß bis zu dem unter der Hangterrasse liegenden Geröllband vor. Die in ihrer Dimension gleich gebliebene südliche Tordurchfahrt sowie wohl auch die Ecktürme wurden nun ebenfalls in Steinbauweise errichtet. Von Herzog hatte in den ausgeweiteten Mauerrundungen keine Anzeichen von Ecktürmen feststellen können. Schönberger konnte hingegen einen solchen jedoch für die Südostecke nachweisen. Der kleine Turm war etwas zur Porta praetoria hin aus dem eigentlichen Eckradius heraus versetzt errichtet worden. Seine Erbauer hatten ihn innen an die Kastellmauer angebaut und er sprang an seiner Außenkante 2,80 Meter in das Kastellinnere. Seine Breite wurde mit 4,20 Metern eingemessen. Zwischentürme konnten jedoch an keiner Stelle nachgewiesen werden.
Mit dem Bau der steinernenPorta principalis dextra entstanden nun erstmals zwei flankierende Tortürme. Das Material des Erdammes aus der 1. Periode musste zu diesem Zweck an den Seiten der Tordurchfahrt abgeräumt werden, um Platz für den Baugrund dieser Türme zu schaffen. Die lediglich noch in Teilen erhaltene Stückung der Torgasse sowie ein erhalten gebliebener kleiner Abzugsgraben, der aus dem Kastell in den Wehrgraben führte, gehörten wohl ebenfalls der 2. Periode an. Durch die Grabungen der Reichs-Limeskommission ist durch einen Schnitt an der Nordseite ein Spitzgraben bekannt geworden, der das Kastell als vorgelagertes Hindernis sicherte. Schöneberger konnte durch mehrere Sondagen an der Südseite diesen Spitzgraben ebenfalls nachweisen.
Auch die Periode 3 des Westkastells, die wohl in das zweite Drittel des 3. Jahrhunderts datiert, zeigt klare Ähnlichkeiten. Die steinerne Umfassungsmauer der Periode 2 wurde abgetragen und im Abstand von 1,50 Metern vor der alten Mauer eine neue Wehrmauer gesetzt, die im Fundament eine Stärke von rund 1,45 bis 1,65 Metern besaß.
Es wird vermutet, dass die von Hanßelmann innerhalb Kastells an dessen Südseite ergrabenen Bauresten mit hypokaustierten Räumen zum Wohnhaus des Kommandanten (Praetorium) gehörten. Hanßelmann gab dessen ostwestlich orientierte Gesamtbreite mit 24,21 Metern an und berichtete, er habe den aus behauenen Sandsteinen errichteten Bau in seiner nordsüdlichen Breite nicht vollständig aufgedeckt, da dort die Fundamente offenbar mehr oder minder stark ausgebrochen waren. Die Wandstärke der aufgedeckten Außenmauern im Osten und Westen maß er mit rund 0,78 Metern ein. Das Praetorium befand sich in aller Regel neben dem Stabsgebäude (Principia). Da die Neubaupläne der Stadt keine Zeit ließen, um das weitgehend unbekannt gebliebene Kastellinnere 1957 zu untersuchen, konnten Hanßelmanns Pläne nicht mehr überprüft werden. Auch die Principia wurde damals ohne jede Kenntnisnahme zerstört. Zumindest in zwei schmalen Suchschnitten konnte von Herzog aber unmittelbar westlich des Südtores und wohl direkt hinter der Lagerringstraße (Via sagularis) eine Hypokaustanlage geschnitten werden, die vielleicht mit Hanßelmanns Bad zusammenhängt. Schönberger ließ zwar wie seine Vorgänger einige Schnitte durch das Kastell legen, doch blieben diese wie unter von Herzog zu schmal, um klare Aussagen treffen zu können. Schönbergers Wunsch, die Schnitte zu erweitern, ließ der Zeitmangel nicht mehr zu.
Die jüngste Inschrift aus Öhringen-Ost stammt aus den Jahren 236 bis 238, als Kaiser Maximinus Thrax (235–238) regierte. Das Dokument gehört zu den 1741 geborgenen Objekten aus dem Kastellgelände: Hanßelmann schrieb dazu, dass der Fund ungefähr mittig zur westlichen Kastellmauer an deren Außenseite geborgen wurde. In dem Bereich, in dem er eines der Kastelltore vermutete und wo von Herzog die Porta decumana aufgedeckte.
[Imp(erator) Caes(ar) C(aius) Iulius] Ver[us] Maximinus

[P(ius) F(elix) Aug(ustus) Germ(anicus) max(imus) Dac(icus) max(imus) po]nt(ifex) max(imus) trib(unicia) pot(estate) III

[imp(erator) … co(n)s(ul) … p(ater) p(atriae)] pr[oc]o(n)s(ul) et

[C(aius) Iulius Verus] Maxi[mus no]b(ilissimus) Caes(ar)

[Germ(anicus) m]ax(imus) D[ac(icus) max(imus)]

[…]

## Ende von Garnison und Vicus

Keramik- und Metallfunde aus den beiden Kastellen von Öhringen (Grabungen 1892–1894)

Auch die 2. Bauperiode des Kastells wurde offensichtlich nicht gewaltsam beendet. Auf jeden Fall konnten keine der bekannten Anzeichen, wie beispielsweise eine flächige Schutt- und Ascheschicht, beobachtet werden. Eine von gesetzten Steinen umstellte kleine Pfostengrube fand sich nicht ganz mittig in der Gasse des Südtores. Schönberger konnte sich vorstellen, dass dieser Befund „von einer Verrammelung der Spätzeit herrührt.“ Auch im Westkastell war es den Ausgräbern nicht möglich, Hinweise auf eine gewaltsame Zerstörung festzustellen. Die Münzreihe endete 2004 in den Jahren 244/249. Was dennoch auf Gewalt im Westkastell hinweist, sind unter anderem die Verstopfung des Brunnens in den Principia mit den Bauteilen eines Nymphäums das mit einer 187 eröffneten Wasserleitung zusammenhing. Diese in das Kastell führende Leitungstrasse musste 241 repariert werden. Der erste große Alamanneneinfall von 233/235, als der Obergermanisch-Rätische Limes auf breiter Front überrannt wurde, könnte für die offensichtlich starke Beschädigung dieser Wasserleitung verantwortlich gewesen sein, die anschließen „lange Zeit unterbrochen war“ – wie die zur Wiedereinweihung 241 gegebene römische Inschrift überliefert. Zudem könnte eine unter anderem mit Asche und Schutt befüllte Grube aus dem bedeutenden Lagerdorf, dem inschriftlich bekannten Vicus Aurelianus, mit diesem kriegerischen Ereignis zusammenhängen. Strocka dachte bei den in der Grube gefundenen Inschriften und Statuenresten an eine Vergrabung von Kultobjekten, nachdem sie den Zerstörungen durch die Alamannen 233 ausgesetzt gewesen waren.  Die jüngsten Inschriften von dort wurde erst am 13. Dezember 232 n. Chr. aufgestellt. Als nächste große kriegerische Ereignisse gelten die zweiten Alamanneneinfälle der Jahre 242/243. Im großen nördlichen Garnisonsort Osterburken kann jedoch sowohl die letzte datierbare Inschrift, als auch die letzte bekannte Münze aus dem Kohortenbad den Regierungsjahren des Kaisers Philippus Arabs (244–249) zugeordnet werden. Es ist durch die seit weit über 100 Jahren immer wieder gemachten Befunde auch gesichert, dass das Kastell Osterburken spätestens bis 259/260 gewaltsam unterging. Im Kastell Jagsthausen ließ dessen Kommandeur Valerius Valerianus noch 248 im kleinen Kastellbad eine Inschrift zur Renovierung der Therme weihen. Wie die bereits weiter oben erwähnte Ausmeißelung der Kaisernamen von Philippus Arabs und dessen Sohn aus der Bauinschrift desselben Bades verdeutlicht, bestand Therme und Kastell auch noch nach 249. Die Inschrift gilt somit als eines der spätesten inschriftlichen Zeugnisse militärischer Tätigkeit vor dem Limesfall. Zumindest an einigen Plätzen des Vorderen Limes kann der Untergang wohl erst kurz vor dem endgültigen Schlusspunkt 259/260 stattgefunden haben. Im Kleinkastell Rötelsee fanden sich noch Münzen aus der Regierungszeit des Kaisers Gallienus (253–260) und vom Kleinkastell Haselburg ist ein Antoninian des Gallienus belegt, der frühestens 259 geprägt wurde.
Vor allem aus Jagsthausen und Öhringen sind nachlimeszeitliche Münzen bekannt. Vielleicht deuten sie auf ein Weiterleben der provinzialrömischen Bevölkerung hin, deren Leben nun aber in einem lediglich bescheidenerem Umfang und ohne militärischen Schutz stattfand.

## Truppe
Ausweislich von Ziegelstempeln war die Cohors I Helvetiorum, die noch 148 n. Chr. im Kastell Heilbronn-Böckingen am Neckarlimes lag, als erste Auxiliareinheit in Öhringen stationiert. Da ihre Stempel sowohl in Öhringen-West als auch im Kastell Öhringen-Ost ans Licht kamen, ist ihr direkter Garnisonsort unbekannt. Später kamen weitere Truppeneinheiten, insbesondere drei fassbare Numeri, die auf Öhringer Inschriften bezeugt sind, hinzu. Im Rendelkastell ist dabei der Numerus der Brittones Cal(…) bekannt. Neben den bereits durch Hanßelmann bekannt gewordenen Stempeln der Cohors I Helvetiorum aus seiner Grabung und den von Herzog geborgenen Stempeln, darunter ein Ziegel von einem Hypokaustpfeiler, der die Abdrücke beider Einheiten trug, sind auch jene interessant, die bei den Bauarbeiten zu den Eigenheimen 1959 zu Tage kamen.

## Fundverbleib
Ausgewählte Funde aus den Kastellen und dem Vicus befinden sich im Weygang-Museum Öhringen, im Museum Römerkeller Oberriexingen, im Limesmuseum Aalen, im Landesmuseum Württemberg in Stuttgart, im Hällisch-Fränkischen Museum in Schwäbisch Hall, in den Städtischen Museen Heilbronn sowie im Schlossmuseum Neuenstein.

## Denkmalschutz
Die Bodendenkmäler im Raum Öhringen sind als eingetragene Kulturdenkmäler im Sinne des Denkmalschutzgesetzes des Landes Baden-Württemberg (DSchG) geschützt. Nachforschungen und gezieltes Sammeln von Funden sind genehmigungspflichtig. Zufallsfunde sind an die Denkmalbehörden zu melden.